# Oxyna nasuta
Oxyna nasuta är en tvåvingeart som beskrevs av Erich Martin Hering 1936. Oxyna nasuta ingår i släktet Oxyna och familjen borrflugor. Inga underarter finns listade i Catalogue of Life.